# 杜尚·阿利姆皮奇
杜尚·阿利姆皮奇（1921年1月4日—2002年9月17日），塞尔维亚族，是南斯拉夫的党和国家领导人，南斯拉夫共产主义者联盟中央主席团委员，南斯拉夫社会主义联邦共和国联邦议会主席。

## 生平
1921年，出生于塞尔维亚伏伊伏丁那自治省巴奇卡托波帕兰卡。
1941年，入党，任南斯拉夫共青团巴奇卡托波帕兰卡市委员会书记，参与组织巴奇卡托波帕兰卡地区反法西斯武装起义。
1942年，任南斯拉夫共青团诺维萨德市委书记。
1943年，任伏伊伏丁那人民解放军和游击队斯雷姆游击队连长。
1944年，任第三巴奇卡-巴兰尼亚游击支队专员。
1945年，历任诺维萨德劳动人民社会主义联盟市委员会主席、塞共诺维萨德县和市委员会书记。
1965年，塞共五大，为塞共中央委员会委员。
1972年，任伏伊伏丁那共产主义者联盟省委员会主席。
1974年，南共十大，为南共中央委员会委员、南共中央委员会主席团委员。
1982年，为南斯拉夫联邦议会联邦院代表。
1984年，任南斯拉夫联邦议会主席。
2002年，逝世。